# 19575 Feeny
19575 Feeny este un asteroid din centura principală de asteroizi.

## Descriere
19575 Feeny este un asteroid din centura principală de asteroizi. A fost descoperit pe 9 iunie 1999 la Socorro, New Mexico, în cadrul proiectului LINEAR. Asteroidul prezintă o orbită caracterizată de o semiaxă mare de 2,27 ua, o excentricitate de 0,12 și o înclinație de 4,9° în raport cu ecliptica.